# Artemis-Melina Anastasiou
Artemis-Melina Anastasiou (griechisch Άρτεμις-Μελίνα Αναστασίου; * 13. August 2000) ist eine griechische Leichtathletin, die sich auf den Sprint spezialisiert hat.

## Sportliche Laufbahn
Erste internationale Erfahrungen sammelte Artemis-Melina Anastasiou im Jahr 2016, als sie bei den erstmals ausgetragenen Jugendeuropameisterschaften in Tiflis mit 26,62 s in der ersten Runde im 200-Meter-Lauf ausschied. Im Jahr darauf belegte sie bei den U18-Balkan-Meisterschaften in Istanbul in 57,46 s den fünften Platz im 400-Meter-Lauf und 2018 gewann sie bei den U20-Balkan-Hallenmeisterschaften in Sofia in 57,15 s die Bronzemedaille über 400 m und bei den Freiluftmeisterschaften in Istanbul sicherte sie sich in 24,03 s die Bronzemedaille über 200 m. 2021 gelangte sie bei den U23-Europameisterschaften in Tallinn das Halbfinale über 200 m und schied dort mit 24,21 s aus und verpasste zudem mit der griechischen 4-mal-100-Meter-Staffel mit 45,14 s den Finaleinzug. Im Jahr darauf wurde sie bei den Balkan-Hallenmeisterschaften in Istanbul in 7,50 s Sechste im 60-Meter-Lauf. Im August schied sie bei den Europameisterschaften in München mit 23,60 s im Halbfinale über 200 Meter aus und verpasste mit der Staffel mit 44,58 s den Finaleinzug. 2023 wurde sie bei der 1. Liga der Team-Europameisterschaft im Rahmen der Europaspiele in 43,81 s Dritte im B-Lauf der 4-mal-100-Meter-Staffel, ehe sie bei den Balkan-Meisterschaften in Kraljevo in 23,13 s die Bronzemedaille hinter der Zyprerin Olivia Fotopoulou und ihrer Landsfrau Polyniki Emmanouilidou gewann. Im Jahr darauf belegte sie bei den Balkan-Hallenmeisterschaften in Istanbul in 7,44 s den vierten Platz über 60 Meter. Ende Mai belegte sie bei den Balkan-Meisterschaften in Izmir in 24,12 s den fünften Platz über 200 Meter und siegte mit der Staffel in 44,11 s. Kurz darauf kam sie bei den Europameisterschaften in Rom mit 23,52 s nicht über den Vorlauf über 200 Meter hinaus und verpasste mit der Staffel mit 44,22 s den Finaleinzug.
In den Jahren 2022 und 2023 wurde Anastasiou griechische Meisterin im 200-Meter-Lauf sowie 2023 auch über 100 Meter und in der 4-mal-100-Meter-Staffel. Zudem wurde sie von 2022 bis 2024 Hallenmeisterin im 200-Meter-Lauf.

## Persönliche Bestleistungen
- 100 Meter: 11,41 s (+1,2 m/s), 8. Juli 2023 in Volos
  - 60 Meter (Halle): 7,37 s, 4. Februar 2024 in Piräus
- 200 Meter: 23,31 s (+1,8 m/s), 2. Juni 2022 in Vari
  - 200 Meter (Halle): 23,75 s, 18. Februar 2024 in Piräus
- 400 Meter: 56,21 s, 19. Mai 2018 in Chania
  - 400 Meter (Halle): 56,15 s, 16. Februar 2020 in Piräus